# Sclareolo

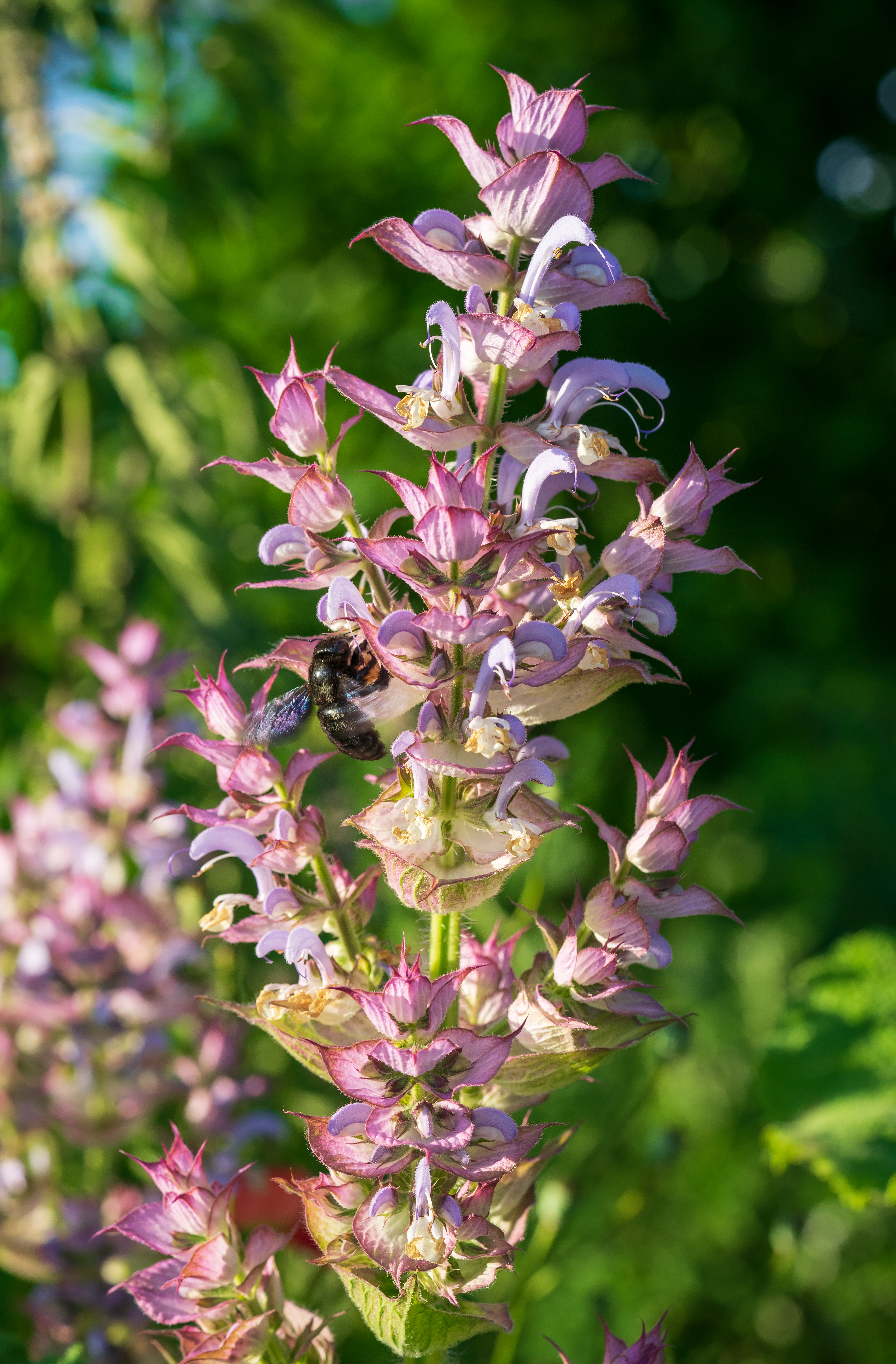
Lo sclareolo si ricava dalla Salvia sclarea

Lo sclareolo è un composto organico biciclico terpenoide presente in natura. Lo scheletro carbonioso è basato su quello del labdano, diterpene di origine naturale contenente un nucleo centrale con due anelli cicloesano fusi. Lo sclareolo viene ricavato principalmente dalla salvia moscatella (Salvia sclarea) coltivata: da foglie e sommità fiorite sottoposte a distillazione in corrente di vapore si ottiene un olio essenziale di salvia. Dopo l'evaporazione dei componenti volatili rimane un solido, dal quale lo sclareolo è ricavato per estrazione con solventi. Lo sclareolo viene usato come materiale di partenza per ottenere varie fragranze di ambra grigia, come ad esempio l'ambrossido. La produzione annuale di sclareolo nel 2002 ha superato le 100 tonnellate.

## Presenza in natura
Oltre che nella salvia moscatella, in natura lo sclareolo è presente anche nel marrubio comune (Marrubium vulgare), nella noce moscata (Myristica fragrans), e nel timo maggiore (Thymus vulgaris).